# Halina Ruszniak-Rybak
Halina Ruszniak-Rybak (ur. 8 sierpnia 1943 w Suchodołach koło Lublina, zm. 28 czerwca 1992) – uczona polska, specjalista uprawy roli i roślin, wykładowczyni Uniwersytetu Przyrodniczego w Poznaniu.
Po ukończeniu technikum o specjalności chemiczno-mechanicznej podjęła w 1963 studia na Wydziale Rolniczym Wyższej Szkoły Rolniczej w Poznaniu (późniejsza Akademia Rolnicza); dyplom uzyskała w 1967 i rok później, po odbyciu stażu zawodowego w Rolniczym Zakładzie Doświadczalnym Ogrody-Marcelin, zatrudniona została na macierzystej uczelni w Katedrze Ogólnej Uprawy Roli i Roślin. W katedrze tej pozostawała zatrudniona do końca życia. Pracę doktorską Wpływ rozstawy rzędów, sposobu, terminu i ilości wysiewu oraz wiosennego przykaszania roślin na plon koniczyny białej uprawianej na nasiona przygotowała pod kierunkiem Józefa Dorywalskiego i obroniła w 1976. W 1990 uzyskała habilitację po przedstawieniu rozprawy Wpływ niektórych czynników siedliskowych i agrotechnicznych na plon nasion koniczyny białej (Trifolium repens L.).
Badania naukowe Haliny Ruszniak-Rybak obejmowały przede wszystkim nasiennictwo i agrotechnikę koniczyn i seradeli. Zajmowała się uprawą roli, sposobami i terminami siewu, pielęgnowaniem, nawożeniem, dosuszaniem, zbiorem, zwalczaniem chwastów zagrażających koniczynom (w tym doborem i określaniem dawek herbicydów); określiła optymalne sposoby oraz terminy siewu i zbioru seradeli. Autorka 36 prac i monografii naukowych oraz kilkadziesiąt innych publikacji, m.in. ulotek upowszechnieniowych i instrukcji wdrożeniowych. Organizowała konferencje naukowo-wdrożeniowe i szkolenia zarówno dla służb plantacyjnych, jak i rolników, ogłaszała także artykuły popularnonaukowe. Pod jej kierunkiem powstało 64 prac magisterskich.
Była członkiem Polskiego Towarzystwa Gleboznawczego, Polskiego Towarzystwa Nauk Agrotechnicznych oraz Sekcji Herbologii Komitetu Ochrony Roślin Polskiej Akademii Nauk.